# Gigantspinosaurus
Gigantspinosaurus ist eine Gattung der Vogelbeckensaurier (Ornithischia) aus der Gruppe der Stegosauria.

## Merkmale
Gigantspinosaurus wies die für alle Stegosauria typische Doppelreihe von Knochenplatten (Osteodermen) am Rücken auf, diese waren jedoch vergleichsweise klein. Stattdessen trug er stark verlängerte Stacheln im Schulterbereich. Diese Stacheln waren zwar auch bei anderen Stegosauriern vorhanden, bei diesem Dinosaurier erreichten sie hingegen die doppelte Länge des Schulterblattes. Wie alle Stegosaurier bewegte sich Gigantspinosaurus vermutlich auf allen vieren quadruped fort und ernährte sich von Pflanzen.

## Entdeckung und Benennung
Fossile Überreste dieses Dinosauriers – ein Exemplar, bei dem der größte Teil des Schädels, die Hinterbeine und der Schwanz fehlten – wurden in der Shaximiao-Formation nahe Zigong in der chinesischen Provinz Sichuan gefunden und 1992 erstbeschrieben. Der Name bedeutet „Großstachelechse“ und spielt auf die verlängerten Schulterstacheln an. Einzig bekannte Art und damit Typusart ist G. sichuanensis. Die Funde werden in den frühen Oberjura (Oxfordium) auf ein Alter von rund 163 bis 157 Millionen Jahre datiert.
Gigantspinosaurus galt lange Zeit als nomen nudum. Im Jahr 2006 begannen neue Untersuchungen, die hingegen die Validität dieses Namens hervorheben. Zurzeit laufen auch Untersuchungen von chinesischen Forschern des Museums in Zigong zu dieser Gattung.

## Systematik
Gigantspinosaurus wird als Vertreter der Stegosauria eingeordnet, wobei es sich bei ihm um einen urtümlichen, wenn nicht gar den basalsten Vertreter dieser Gruppe handelt.